# Santamartagärdsmyg
Santamartagärdsmyg (Troglodytes monticola) är en fågel i familjen gärdsmygar inom ordningen tättingar.

## Utseende och läte
Santamartagärdsmygen är en liten (11,5 cm) och mörk gärdsmyg med beigefärgat ögonbrynsstreck och tunna svarta band på vingar, stjärt, flanker och undergump. Ovansidan är rostbrun, undersidan ljusbeige på hakan övergående i beigebrunt på strupe och bröst. Runt det bruna ögat syns en vit ögonring. Näbben är mörkbrun, längst in ljusare, och benen brunaktiga. Sången har inte beskrivits. Lätet är ett konstant yttrat "di-di".

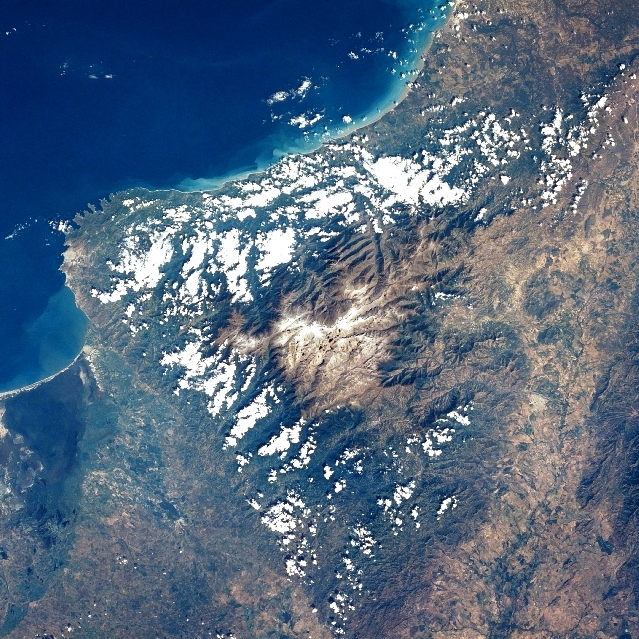
Flygbild över Sierra Nevada de Santa Marta.

## Levnadssätt
Santamartagärdsmygen hittas i höglänt terräng från 3200 till 4800 meters höjd, i elfinskogsbryn, buskområden vid trädgränsen och páramo. Den ses födosöka lågt, ofta i artblandade grupper. Både födan och dess häckningsbiologi är okänd.

## Utbredning och status
Fågeln förekommer enbart i Sierra Nevada de Santa Marta i nordöstra Colombia. IUCN kategoriserar arten som akut hotad.